# Oláh István (festő)
Oláh István (Budapest, 1968. május 7. −) magyarországi cigány festőművész.

## Pályafutása
Jászalsószentgyörgyön él és alkot. Erőssége a figurális ábrázolás, elsősorban szakrális képeket, ikonokat fest, de a cigány emberek ábrázolása is közel áll szívéhez. Az 1990-es évek közepén kapcsolódott be a Roma Kher (=Cigány Ház) alkotótáborának munkájába és vett részt csoportos kiállításokon. 1998 óta láthatók képei a Cigány Ház Képzőművészeti Közgyűjteményének állandó kiállításán. A 2009-es Cigány festészet című reprezentatív albumba nyolc festményét válogatták be, ezekből négy szentkép, négy pedig világi kép.

## A 2009-es Cigány festészet című albumba beválogatott képei

### Szakrális képek
- Szentkép (Ikon) (olaj, fa, 45x51 cm, év nélkül)
- Madonna (olaj, viaszos vászon, 50x70 cm, 2003)
- Keresztrefeszítés (olaj, fatábla, 9x14 cm, év nélkül)
- Madonna (olaj, viaszon vászon, 70x50 cm, 2003)

### Világi képek
- Cigánylány az erdőben (olaj, farost, 40x56 cm, 2002)
- Cigány hölgy díszben (tempera, préselt lemez, 33x38 cm, 2003)
- Reneszánsz cigány zenészek (olaj, vászon, 130x105 cm, 2004)
- Zenészek (olaj, vászon, 62x53 cm, 2006)[1]

## Kiállításai (válogatás)
- 2001 • Roma Parlament Társalgó Galériája, Budapest
- 2003 • Kortárs roma vallásos művészet Magyarországon, Balázs János Galéria, Budapest
- 2012 • Beszélő paletták - Magyar Roma Képzőművészeti Kiállítás, Közigazgatási és Igazságügyi Minisztérium Társadalmi Felzárkózásért Felelős Államtitkársága folyosóján és irodáiban, Budapest